# Wladimir Nikolajewitsch Taganzew

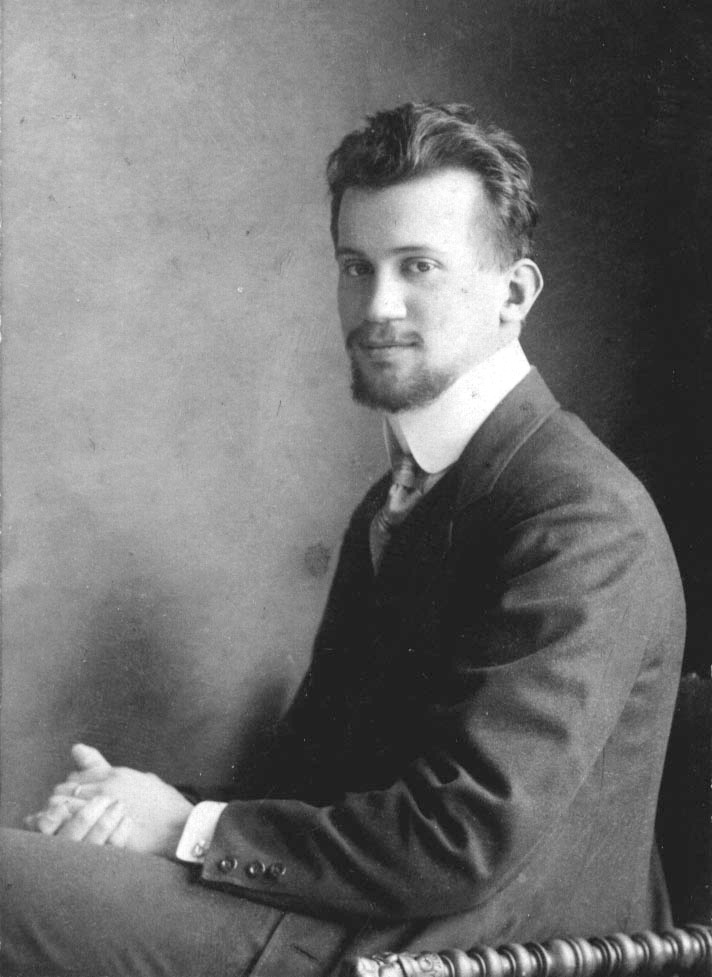
Wladimir Nikolajewitsch Taganzew

Wladimir Nikolajewitsch Taganzew (russisch Владимир Николаевич Таганцев; * 1889 in Moskau; † 29. August 1921 in Petrograd) war ein russisch-sowjetischer Geograph und Hochschullehrer.

## Leben
Taganzews Eltern waren der Senator Nikolai Taganzew und seine Frau Jewgenija Alexandrowna Taganzewa geborene Kadjan. Taganzew besuchte in St. Petersburg 1903–1907 die Karl-May-Schule (Gymnasium, Abschluss mit Goldmedaille) und studierte an der Universität St. Petersburg in der Naturkunde-Abteilung der Physikalisch-Mathematischen Fakultät mit Abschluss 1913.
Taganzew blieb an der Universität, um sich auf eine Professur vorzubereiten. Er untersuchte die Gletscher Asiens und die Verwitterungsprozesse in Wüsten. Er kartierte die Bodenzonen im Ujesd Kokand (Oblast Fergana). Für die Erforschung der Turkestankette erhielt er 1915 die kleine Silbermedaille der Russischen Geographischen Gesellschaft. Er war Mitglied der Konstitutionell-Demokratischen Partei (Kadetten).
Im Ersten Weltkrieg war Taganzew Chef des Tragtier-Transportwesens an der Kaukasus-Front. Nachdem seine erste Frau Agnija Jefimowna Busolina bei der Entbindung 1916 gestorben war, heiratete Taganzew Nadeschda Felixowna Marzinkewitsch (1895–1921).
Im September 1917 kehrte Taganzew an die Universität Petrograd zurück. Nach der Oktoberrevolution wurde er im April 1919 zum Lehrer am Lehrstuhl für Geographie der Universität Petrograd gewählt. Daneben war er seit 1910 wissenschaftlicher Sekretär des Sapropel-Komitees (Vorsitz: Alexander Gorbow) der Kommission für die Untersuchung der natürlichen Produktionskräfte der Akademie der Wissenschaften.
Nachdem Bekannte Taganzews wegen Beteiligung am überparteilichen antibolschewistischen Allrussischen Nationalen Zentrum erschossen worden waren, beteiligte sich Taganzew an antibolschewistischen Aktivitäten. 1919 wurde er erstmals von der Tscheka verhaftet, weil er versucht hatte, im Rahmen seiner Tätigkeit für das Sapropel-Komitee Kartoffeln an seine hungernden Petrograder Kollegen zu schicken.

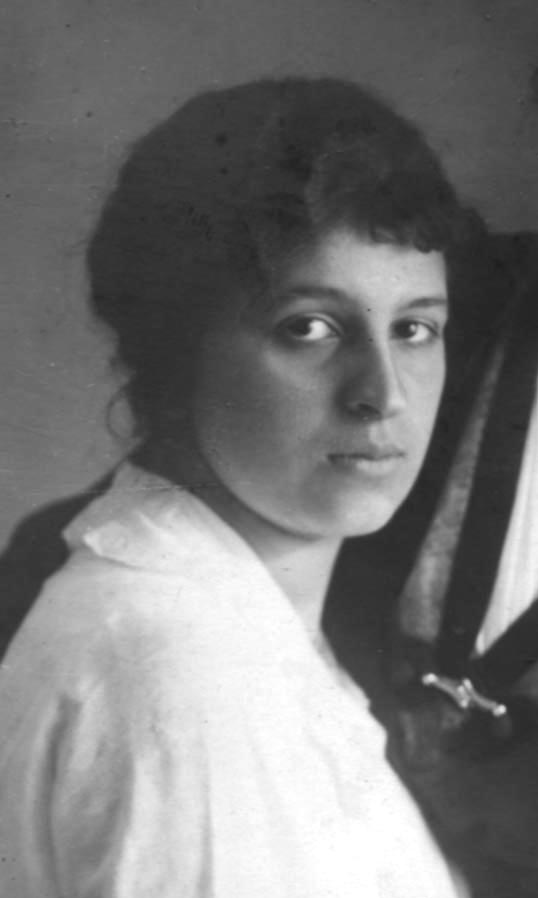
Nadeschda Felixowna Taganzewa

Feliks Dzierżyński meldete am 29. Juni 1921 Lenin, Trotzki, Sinowjew, Molotow und Kamenew die Aufdeckung und Liquidierung einer angeblichen großen konterrevolutionären Verschwörung, an deren Spitze Taganzew und W. I. Orlowski stünden. Taganzew war am 31. Mai 1921 verhaftet worden. Taganzews Vater wandte sich am 16. Juni an Lenin mit der Bitte um Freilassung seines Sohnes. Auch Maxim Gorki und Taganzews Verwandter A. J. Kadjan, der mit Lenins Familie in Simbirsk bekannt war, setzten sich für Taganzew ein. Am 10. August 1921 ließ Lenin in einem Brief dem Vater mitteilen, dass wegen der erdrückenden Beweise Taganzew nicht freigelassen werden könne. Taganzew wurde in Petrograd am 24. August zum Tode verurteilt und am 29. August 1921 zusammen mit seiner Frau erschossen. Insgesamt waren 833 Petrograder Wissenschaftler und Künstler verhaftet worden, von denen 96 Personen bei der Festnahme oder nach Verurteilung im Taganzew-Prozess erschossen wurden. Das bekannteste Opfer war der Dichter Nikolai Gumiljow. 103 Personen waren während der Haft gestorben. 83 Personen wurden zu Lagerhaft verurteilt, und 448 Personen wurden freigelassen. Das Schicksal der Übrigen ist unbekannt. Jakow Agranow, der spätere Stellvertreter Genrich Jagodas, hatte die Untersuchung des Falls Taganzew geleitet.
Taganzew wurde am 27. April 1992 rehabilitiert.
Taganzews Enkel Alexander  und Dmitri Kirillowitsch Taganzew wurden Physiker.